# W. Eugene Smith-priset
W. Eugene Smith-priset för humanistisk fotografi inrättades 1980 till minne av den amerikanska fotografen W. Eugene Smith. 
Prissumman är 30.000 amerikanska dollar.

## Pristagare
- 1980 Jane Evelyn Atwood
- 1981 Eugene Richards
- 1982 Sebastião Salgado
- 1983 Milton Rogovin
- 1984 Gilles Peress
- 1985 Donna Ferrato
- 1985 Letizia Battaglia
- 1986 John Vink
- 1987 Graciela Iturbide
- 1988 Paul Graham
- 1989 Cristina García Rodero
- 1990 Carl De Keyzer
- 1991 Dario Mitidieri
- 1992 Eli Reed
- 1993 James Nachtwey
- 1993 Marc Asnin
- 1994 Ellen Binder
- 1995 Vladimir Syomin
- 1996 Gideon Mendel
- 1997 Alain Keler
- 1998 Ernesto Bazan
- 1999 Chien-Chi Chang
- 2000 Brenda Ann Kenneally
- 2001 Maya Goded
- 2002 Kai Wiedenhöfer
- 2003 Trent Parke
- 2004 Stanley Greene
- 2005 Pep Bonet
- 2006 Paolo Pellegrin
- 2007 Stephen Dupont
- 2008 Mikhael Subotzky
- 2009 Lu Guang
- 2010 Darcy Padilla
- 2011 Krisanne Johnson
- 2012: Peter van Agtmael[1]
- 2013: Robin Hammond
- 2014: Joseph Sywenkyj
- 2015: Matt Black för The Geography of Poverty.[2]
- 2016: Daniel Castro Garcia
- 2017: Justyna Mielnikiewicz
- 2018: Mark Peterson
- 2019: Yael Martínez
- 2020: Andrés Cardona, Sabiha Çimen, Laura El-Tantawy, Mariceu Erthal García, Yuki Iwanami
- 2021:Lalo de Almeida, Kimberly dela Cruz, Melissa Lyttle, Cristopher Rogel Blanquet, Nicolò Filippo Rosso
- 2022: Maxim Dondyuk
- 2023: Irina Werning